# Ключики (Култаевское сельское поселение)
Ключики — деревня в Пермском районе Пермского края. Входит в состав Култаевского сельского поселения.

## Географическое положение
Расположена примерно в 17 км к юго-западу от административного центра поселения, села Култаево. Река Сарабаиха берёт начало близ северо-восточной окраины деревни.

## Население
| 2010 |
| ---- |
| 85   |

## Улицы
- Залесная ул.
- Запрудная ул.
- Ключевая ул.
- Лесной пер.
- Новая ул.
- Озерный пер.
- Проселочная ул.
- Старый тракт.
- Тупиковый пер.

## Топографические карты
- Лист карты O-40-76 Юго-камский. Масштаб: 1 : 100 000. Состояние местности на 1983 год. Издание 1984 г.